# Anchorage
Anchorage (oficjalnie Municipality of Anchorage) – skonsolidowane miasto-okręg (ang. consolidated city-borough) w Stanach Zjednoczonych położony w stanie Alaska nad Zatoką Cooka (Ocean Spokojny). Obecny status miasto uzyskało w 1975 roku. Miasto zamieszkuje 279 671 osób (2007), czyli ponad 40% wszystkich mieszkańców Alaski. W roku 2023 liczba mieszkańców wzrosła do 286 075 osób, a gęstość zaludnienia do 56,3 osoby/km².

## Historia
Miasto zostało założone w 1914. Jego nazwa oznacza w języku angielskim „miejsce kotwiczenia, kotwicowisko”. W 1920 otrzymało prawa samorządowe. W czasie II wojny światowej stanowiło ważną bazę sił powietrznych i lotnisko. Tankowano tutaj samoloty lecące z Ameryki i Europy na Daleki Wschód. W 1954 powstał tu uniwersytet University of Alaska. 27 marca 1964 miasto nawiedziło bardzo silne trzęsienie ziemi o magnitudzie 9,2 stopnia w skali Richtera. W jego wyniku zginęło 131 osób, a szkody oszacowano na 300 milionów ówczesnych dolarów.
15 sierpnia 2025 w Anchorage doszło do spotkania Władimira Putina z Donaldem Trumpem. Było to pierwsze od 2021 roku spotkanie prezydentów Rosji i USA.

## Geografia

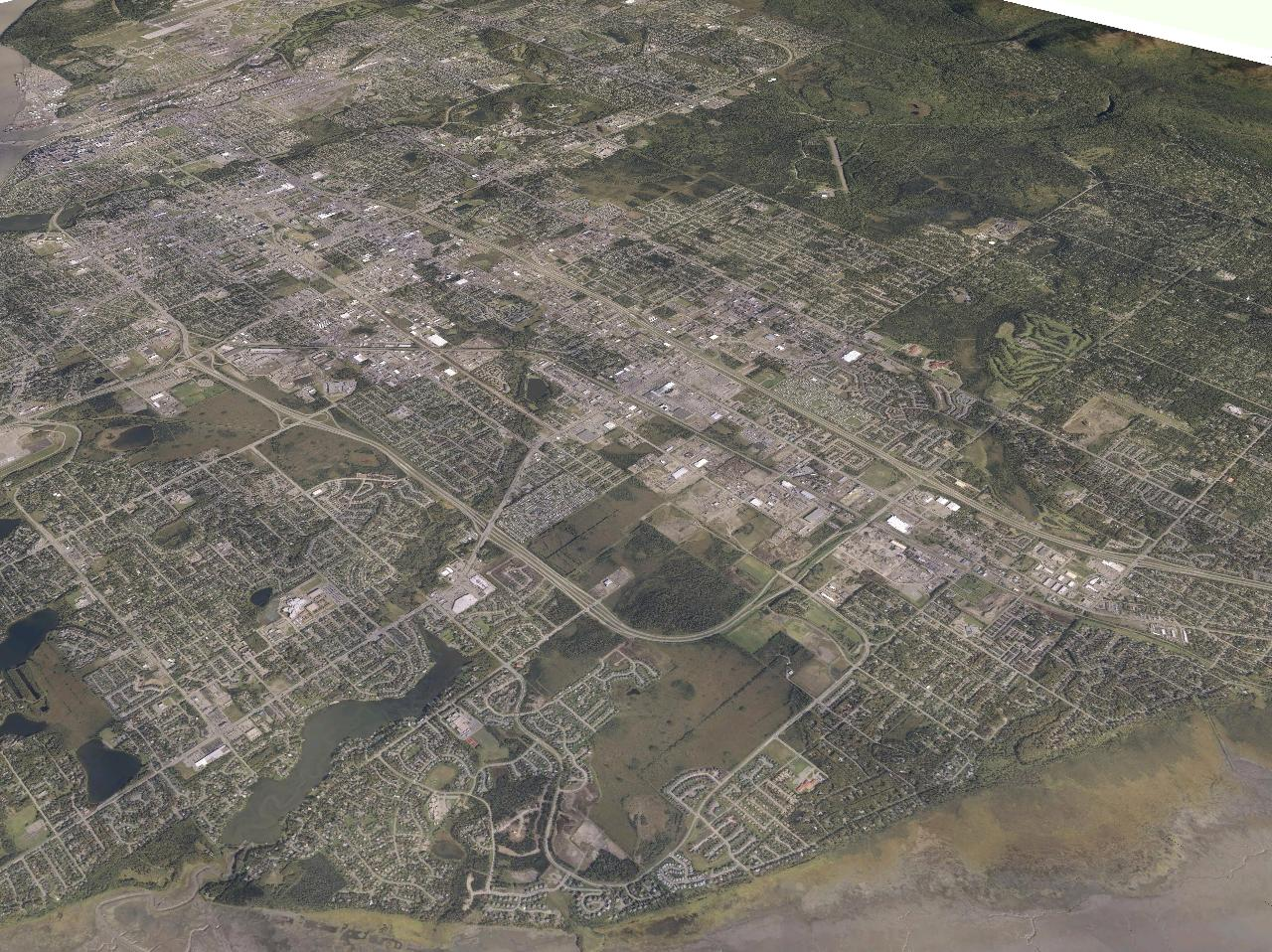
Zdjęcie satelitarne miasta

Anchorage jest położone w południowo-środkowej części Alaski. Rozpościera się na terenie przybrzeżnej niziny, w pobliżu gór Chugach. Stanowią one barierę rozwoju budownictwa we wschodniej części miasta, którego granice sięgają jeszcze dalej na wschód, do terenów Parku Stanowego Chugach.

### Klimat
Anchorage leży w strefie klimatu chłodnego umiarkowanego odmiany morskiej, który charakteryzuje się krótkim i zimnym okresem letnim. Średnie dzienne temperatury w lecie wynoszą od 13 do 26 °C, natomiast zimą od –15 °C do –1 °C.
Położenie miasta na terenie aktywnym sejsmicznie i wulkanicznie jest przyczyną wielu incydentów. Niedawnym przykładem jest wybuch wulkanu Spurr, położonego 78 mil na zachód od miasta, który miał miejsce w sierpniu 1992 roku. Zdarzenie to spowodowało osadzenie się w mieście warstwy pyłu wulkanicznego o grubości około 3 milimetrów.

## Demografia

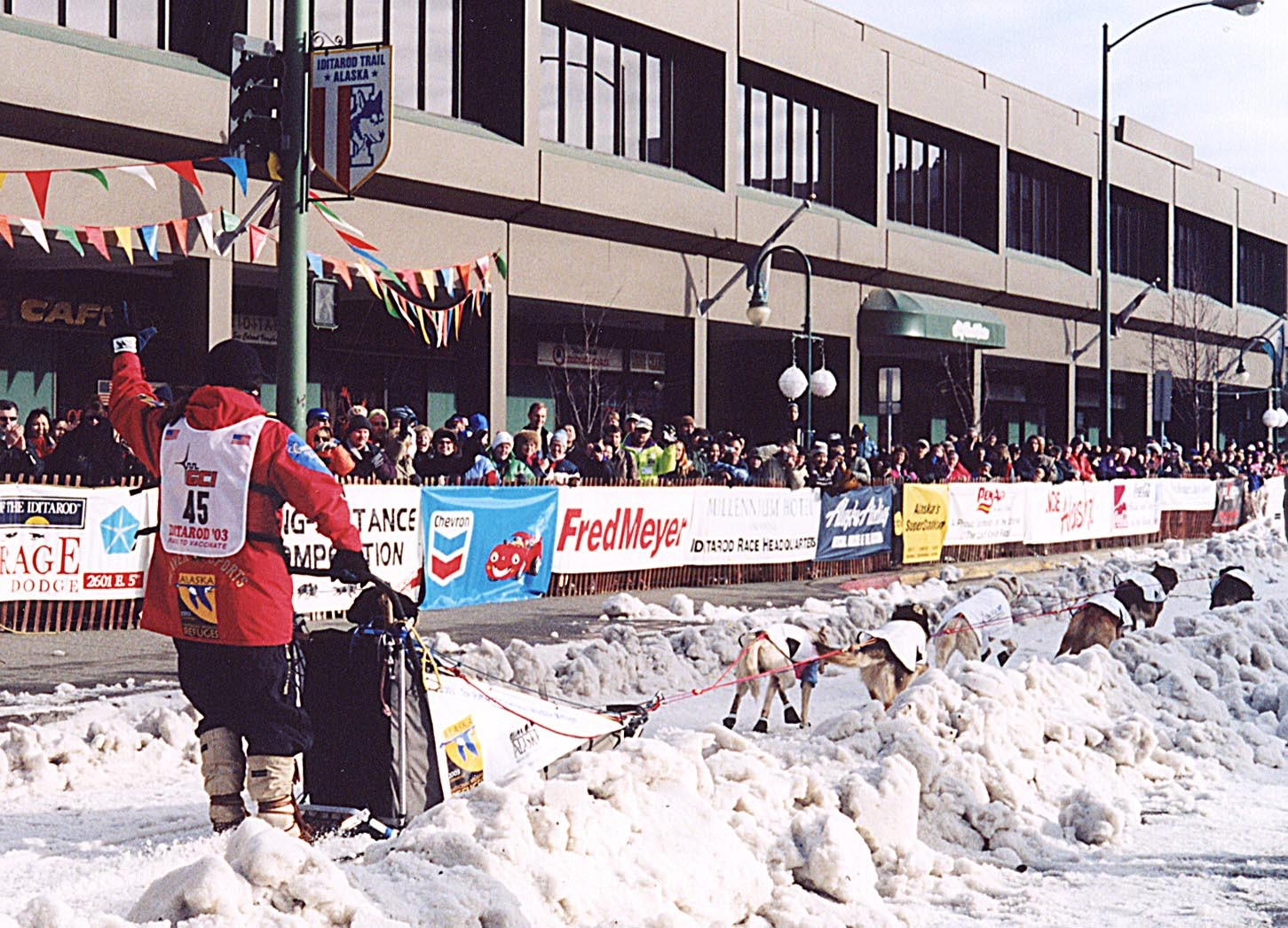
Wyścig psich zaprzęgów

Według danych United States Census Bureau z 2000 roku, Anchorage liczyło 260 283 mieszkańców, 94 822 domy i 64 099 rodzin. Średnia gęstość zaludnienia wynosi 59,2 osoby na km². Anchorage jest najbardziej zróżnicowanym etnicznie miastem tego stanu: biali 72,23%, Indianie i rdzenni mieszkańcy Alaski 7,28%, Azjaci 5,55%, Afrykanie 5,84%, ludy Pacyfiku 0,93%, inne grupy etniczne 2,19%, ludzie deklarujący się jako przedstawiciele dwóch lub więcej ras 5,98%. 5,69% ludności to potomkowie Hiszpanów i Latynosi. 4% mieszkańców mówi w domu w języku hiszpańskim, 1,49% w języku tagalog, a 1,44% w języku koreańskim.
Struktura wiekowa miasta Anchorage przedstawia się następująco: 0–17 lat 29,1%, 18-24 9,6%, 25-44 33,9%, 45-64 21,9%, powyżej 65 lat 5,5%. Średni wiek wynosi 32 lata. Na 100 kobiet przypada 101,6 mężczyzn.
Średnie zarobki gospodarstwa domowego w Anchorage wynoszą 55 546 USD, a rodziny 63 682 USD. PKB na osobę wynosi natomiast 25 287 USD. 5,1% rodzin i 7,3% mieszkańców żyje poniżej poziomu ubóstwa.

## Gospodarka
Anchorage jest największym ośrodkiem przemysłowym stanu. Znajduje się tu międzynarodowy port lotniczy Anchorage (imienia Teda Stevensa, zasłużonego senatora reprezentującego Alaskę w Waszyngtonie przez wiele lat, aczkolwiek skazanego tamże na podstawie 7 aktów oskarżenia za korupcję jesienią 2008 roku), oraz dwa uniwersytety: University of Alaska i Alaska Pacific University. Miasto jest ważnym portem morskim Alaski, chociaż nie odgrywa roli w ruchu tankowców, które cumują i pobierają lokalną ropę naftową w porcie Valdez. Mimo to, Anchorage jest ważnym regionalnym węzłem kolejowym.

## Transport
10 kilometrów od centrum Anchorage znajduje się największy węzeł komunikacji lotniczej Alaski – port lotniczy Anchorage-Ted Stevens. Obsługuje on nie tylko linie krajowe, ale także międzynarodowe.
Sieć kolei Alaska Railroad obsługuje trasę pomiędzy miastami Seward i Fairbanks. Większość stacji obsługiwana jest jednak jedynie latem, dlatego też ruch pasażerski odbywa się tą trasą głównie w tym okresie. Okoliczne miejscowości są również obsługiwane przez linie autobusowe.
Anchorage z resztą regionu łączy tylko jedna autostrada stanowa: Alaska Route 1. Miasto z południową częścią stanu łączy Seward Highway, a z północną – Glenn Highway.

## Ważniejsze uczelnie
- University of Alaska Anchorage(inne języki)
- Alaska Pacific University(inne języki)
- Charter College
- Wayland Baptist University

## Kultura
- 36 Crazyfists – grupa muzyczna

## Atrakcje turystyczne

### Muzea
- Alaska Aviation Heritage Museum
- Alaska Naturally
- Anchorage Fire Department (Fire Department Museum – Fire Memorabilia)
- Anchorage Museum of History & Art
- Heritage Library Museum
- Imaginarium: Science Discovery Center
- Oscar Anderson House Museum
- Russian Orthodox Museum
- Wolf Song of Alaska

### Parki i ogrody
- Alaska Native Heritage Center
- Alaska Botanical Garden
- Delaney Park Strip
- Kincaid Park
- Point Woronzof Park

### Ogrody zoologiczne
- Alaska Zoo(inne języki)
- Alaska Wildlife Conservation Center(inne języki)

### Tereny rekreacyjne i kurorty narciarskie
- Alyeska Resort
- Hilltop Ski Area

## Media
Głównym dziennikiem wydawanym w Anchorage jest „Anchorage Daily News”. Ponadto wydawane są: „Alaska Star” (obejmuje głównie rejony miast Chugiak i Eagle River), „Anchorage Press” (tygodnik opisujący wydarzenia kulturalne) i „The Northern Light” (gazeta studentów z UoAA).

## Znaczenie militarne
W okolicy miasta znajduje się największa w regionie baza amerykańskich sił powietrznych. Znajduje się tam część tzw. „tarczy antyrakietowej”. Lotnisko międzynarodowe jest strategicznie istotne.

## Kościoły i związki wyznaniowe
Spis na 2010 rok, obejmuje aglomeracje miasta:
- Kościół katolicki: 26 323 członków w 16 kościołach
- Protestantyzm bezdenominacyjny: 24 414 członków w 79 zborach
- Kościół Jezusa Chrystusa Świętych w Dniach Ostatnich: 19 245 członków w 39 świątyniach
- Południowa Konwencja Baptystów: 12 159 członków w 45 zborach
- Zbory Boże: 4936 członków w 28 zborach
- Kościół Ewangelicko-Luterański w Ameryce: 4421 członków w 14 kościołach
- Kościoły Chrystusowe: 4289 członków w 14 zborach
- Buddyzm: 4043 wyznawców w 8 świątyniach
- Zjednoczony Kościół Metodystyczny: 3223 członków w 12 zborach
- Kościół Adwentystów Dnia Siódmego: 2485 członków w 12 zborach
- Kościół Luterański Synodu Missouri: 2216 członków w 6 zborach
- Kościół Prezbiteriański USA: 1832 członków w 9 zborach
- Kościół episkopalny: 1797 członków w 9 zborach
- Amerykański Kościół Baptystyczny w USA: 1607 członków w 6 zborach
- Kościół Prawosławny w Ameryce: 1591 członków w 5 zborach
- Kościół Boży (Cleveland): 1585 członków w 9 zborach
- Kościół Nazarejczyka: 1581 członków w 11 zborach
- Kościół Konwencji Ewangelicznej: 1380 członków w 5 zborach
- Zjednoczony Kościół Zielonoświątkowy: 8 zborów
- Świadkowie Jehowy: 8 zborów

## Miasta partnerskie
- Chitose,  Japonia[10]
- Darwin,  Australia[10]
- Inczon,  Korea Południowa[10]
- Magadan,  Rosja[10]
- Tromsø,  Norwegia[10]
- Whitby,  Wielka Brytania[10]